# Hanyu pinyin
Hanyu pinyin (vereenvoudigd Chinees: 汉语拼音; traditioneel Chinees: 漢語拼音; pinyin: hànyǔ pīnyīn; IPA: [han.jyː.pʰín.ín ]), zo genoemd ter onderscheid van tongyong pinyin maar meestal kortweg pinyin (IPA: [pʰín.ín]) genoemd, is een systeem van transliteratie om de officiële taal van China, het Standaardmandarijn, in Latijnse letters weer te geven.

## Geschiedenis
Hanyu pinyin werd in de jaren 1950 door de Volksrepubliek China zelf ontwikkeld, in tegenstelling tot andere systemen om de Chinese taal in Latijnse letters weer te geven, zoals Wade-Giles of Yale. De leider van het project was Zhou Youguang.
Hanyu pinyin betekent in het Chinees letterlijk Chinese-taal-transcriptie.
Pinyin werd in 1958 goedgekeurd als transcriptiesysteem door de regering van de Volksrepubliek China en in 1979 officieel in gebruik genomen. Het verving het Wade-Gilessysteem.
Sindsdien is het pinyin erkend door de regering van Singapore, de American Library Association en veel internationale instituten als het transcriptiesysteem voor het Mandarijn. In 1982 aanvaardde de Internationale Organisatie voor Standaardisatie (ISO) pinyin als de standaard om het moderne Chinees in Latijnse letters weer te geven; de standaard werd in 1991 herzien. In de vakliteratuur werd een tijdlang een combinatie van verschillende transcriptiesystemen toegepast: werken die handelden over de periode voor het begin van de Volksrepubliek gebruikten doorgaans Wade-Giles, werken van daarna het Hanyu pinyin. Tegenwoordig wordt het pinyin vrijwel overal gebruikt.

## Pinyinalfabet
| IPA    | EFEO   | WG  | Pinyin | Uitspraak in pinyin | Uitspraak in Nederlands | Zhuyin | Xiao'erjing |
| ------ | ------ | --- | ------ | ------------------- | ----------------------- | ------ | ----------- |
| p      | p      | p   | b      | bo                  | poh                     | ㄅ     | بَا          |
| pʰ     | p'     | p'  | p      | po                  | p'oh                    | ㄆ     | پ           |
| m      |        |     | m      | mo                  | moh                     | ㄇ     | مِ           |
| f      |        |     | f      | fo                  | foh                     | ㄈ     | فِ           |
| t      | t      | t   | d      | de                  | duh                     | ㄉ     | دٍْ           |
| tʰ     | t'     | t'  | t      | te                  | t'uh                    | ㄊ     | تَ           |
| n      |        |     | n      | ne                  | nuh                     | ㄋ     | نِ           |
| l      |        |     | l      | le                  | luh                     | ㄌ     | لِ           |
| k      | k      | k   | g      | ge                  | guh                     | ㄍ     | قَ           |
| kʰ     | k'     | k'  | k      | ke                  | k'uh                    | ㄎ     | ﮎْ           |
| x      |        |     | h      | he                  | gguh                    | ㄏ     | ﺣﹾ en ﺧ     |
| tɕ     | k/ts   | ch  | j      | ji                  | tjie                    | ㄐ     | دٍْ           |
| tɕʰ    | k'/ts' | ch' | q      | qi                  | tsjie                   | ㄑ     | ثِ           |
| ɕ      | s/h    | hs  | x      | xi                  | ssjie                   | ㄒ     | ثِ           |
| tʂ     | tch    | ch  | zh     | zhi                 | dj                      | ㄓ     | ﺟﹾ          |
| tʂʰ    | tch'   | ch' | ch     | chi                 | tj                      | ㄔ     | ﭼﹾ          |
| ʂ      |        |     | sh     | shi                 | sj                      | ㄕ     | شِ           |
| ɻ      |        |     | r      | re                  | zj                      | ㄖ     | ژﹾ          |
| ts     | ts     | ts  | z      | zi                  | tz                      | ㄗ     | طٌ           |
| tsʰ    | ts'    | ts' | c      | ci                  | ts                      | ㄘ     | ڞْ           |
| s      |        |     | s      | si                  | ss                      | ㄙ     | صْ           |
| u̯      | ou/w   | w   | w      | wu                  | woe                     | ㄨ     | ءُ           |
| i̯ of y̯ | i/y    | y   | y      | yi                  | jie                     | 一     | يَ           |

| IPA    | EFEO | WG  | Pinyin | Uitspraak in pinyin | Uitspraak in Nederlands | Zhuyin | Xiao'erjing |
| ------ | ---- | --- | ------ | ------------------- | ----------------------- | ------ | ----------- |
| a      |      |     | a      | a                   | aa                      | ㄚ     | اَ           |
| ɤ of ə | ö/é  | o/ê | e      | e                   | uh                      | ㄜ     | ?           |
| e      |      |     | ê      | e                   | eh                      | ㄝ     | ?           |
| i of ɨ |      |     | i      | yi                  | ie                      | 一     | ﺟ           |
| o      |      |     | o      | o                   | oh                      | ㄛ     | بَا          |
| u      |      |     | u      | u                   | oe                      | ㄨ     | و           |
| y      |      |     | ü      | ü                   | uu                      | ㄩ     | وُ           |
| ɐɚ̯     | eul  | êrh | er     | er                  | ur                      | ㄦ     | عَر          |
| æi̯     |      |     | ai     | ai                  | aai                     | ㄞ     | ىْ           |
| ei̯     |      |     | ei     | ei                  | eej                     | ㄟ     | ؤ           |
| ɑu̯     |      |     | ao     | ao                  | auw                     | ㄠ     | ?           |
| ou̯     |      |     | ou     | ou                  | oow                     | ㄡ     | ?           |
| æn     |      |     | an     | an                  | an                      | ㄢ     | ا           |
| ən     | en   | ên  | en     | en                  | un                      | ㄣ     | ءٌ           |
| ɑŋ     |      |     | ang    | ang                 | ang                     | ㄤ     | قْ           |
| əŋ     | eng  | êng | eng    | eng                 | ung                     | ㄥ     | ع           |

## Weergave van de tonen in het pinyin

Grafisch verloop van de vier tonen

Het Mandarijn is een toontaal en de tonen worden in het pīnyīn aangegeven met een diakritisch teken op de klinkers; de 5e toon echter krijgt geen diakritisch teken.
- ā, ē, ī, ō, ū de macron geeft de 1e toon aan.
- á, é, í, ó, ú het accent aigu geeft de 2e toon aan.
- ǎ, ě, ǐ, ǒ, ǔ de haček of caron geeft de 3e toon aan.
- à, è, ì, ò, ù het accent grave geeft de 4e toon aan.

De tonen worden ook vaak aangegeven met cijfers, daar het typen van een diakritisch teken soms nogal tijdrovend is. Het cijfer komt dan overeen met de toon. Nog vaker worden de toontekens gewoon weggelaten, wat ambiguïteit in de hand werkt (tenzij men het karakter toevoegt).
Er worden binnen het Mandarijn vijf tonen onderscheiden:
1. De eerste is een lange, hoge toon. Te herkennen, in het pinyin, aan de macron (ā, ē, ī, ō, ū) of aan het cijfer 1.
2. De tweede toon begint op normale toonhoogte en stijgt tot de hoogte van de eerste toon. Te herkennen, in het pinyin, aan het accent aigu (á, é, í, ó, ú) of aan het cijfer 2.
3. De derde toon is een lage toon die eerst daalt waarna hij stijgt tot de beginhoogte van de tweede toon. Te herkennen, in het pinyin, aan de háček of caron (ǎ, ě, ǐ, ǒ, ǔ) of aan het cijfer 3.
4. De vierde toon is een korte, scherp dalende toon, die start op het niveau van de eerste toon en eindigt ergens rond het diepste punt van de derde toon. Te herkennen, in het pinyin, aan het accent grave (à, è, ì, ò, ù) of aan het cijfer 4.
5. De vijfde toon is een neutrale toon zonder specifiek patroon. De toonhoogte wordt beïnvloed door de tonen van de voorgaande en de volgende toon. Sprekers van het Mandarijn verwijzen naar deze toon als de nultoon. Deze wordt in het pinyin niet met een diakritisch teken of cijfer aangeduid.

## Invoeren van pinyin
Er bestaan programma's waarmee men pinyin kan invoeren in de computer of waarmee men Chinese karakters kan omzetten naar pinyin. 
- Pinyinput is een programma voor Windows. Tonen worden ingegeven door middel van nummers en omgezet naar de overeenkomstige diakritische tekens. Voorbeeld: door het typen van "shui3", vervolgd door Enter, krijgt men shuǐ (water) te zien op de computer. Het programma is te downloaden op de website van Sourceforge.[4] Dit programma werkt niet in Windows 10.
- OpenOffice Pinyin Guide (of oopinyinguide) is een uitbreiding voor Apache OpenOffice waarmee men pinyin kan toevoegen boven de Chinese karakters in een document.[5]
- Chinese to Pinyin of pinyin4j is een Java-programma waarmee men Chinese karakters kan omzetten naar pinyin met tonen en enkele andere systemen waaronder Tongyong Pinyin, Wade-Giles en Yale.[6]

## Voorbeeld
De toontekens worden normaliter enkel gebruikt in lesboeken voor het Mandarijn en in buitenlandse teksten om de uitspraak van een karakter aan te geven. Maar deze tekens zijn essentieel voor een correcte uitspraak van de lettergrepen in het Mandarijn, zoals men goed kan zien in het volgende klassieke voorbeeld waarin de uitspraak van vijf verschillende karakters enkel verschilt in toon.
| Traditionele karakters: 媽 [mā] 麻 [má] 馬 [mǎ] 罵 [mà] 嗎 [ma] Vereenvoudigde karakters: 妈 [mā] 麻 [má] 马 [mǎ] 骂 [mà] 吗 [ma] | \| \| \| \| \| Uitspraak (download·info) \| Een voorbeeld van de vier tonen. De woorden betekenen respectievelijk: · moeder, hennep, paard, vermanen en het · laatste karakter is een vraagpartikel. |
| | |
| | Uitspraak (download·info) |

Een aantal eenvoudige zinnetjes om het gebruik van pinyin met de twee verschillende toonnotaties te demonstreren.
| Traditionele karakters: 我愛你 Vereenvoudigde karakters: 我爱你 | Pinyin met toontekens: [wǒ aì nǐ] Pinyin met tooncijfers: [wo3 ai4 ni3] Betekenis: Ik hou van jou (uitspraakⓘ) |

| Traditionele karakters: 我喜歡你 Vereenvoudigde karakters: 我喜欢你 | Pinyin met toontekens: [wǒ xǐ huan nǐ] Pinyin met tooncijfers: [wo3 xi3 huan5 ni3] Betekenis: Ik vind jou aardig (uitspraakⓘ) |